# Eusemion cornigerum
Eusemion cornigerum är en stekelart som först beskrevs av Walker 1838.  Eusemion cornigerum ingår i släktet Eusemion och familjen sköldlussteklar. Arten är reproducerande i Sverige. Inga underarter finns listade i Catalogue of Life.